# Jeanette Schwerin

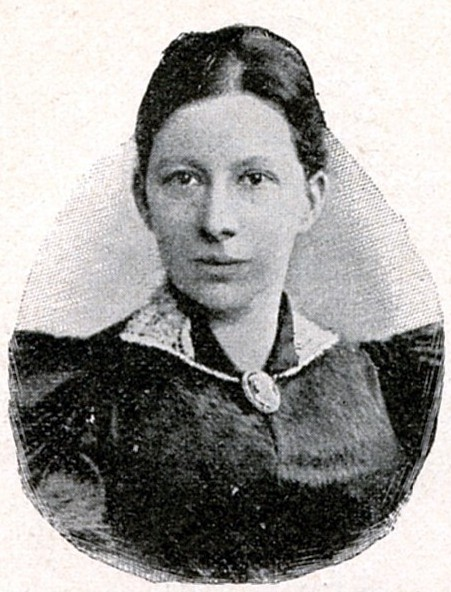
Jeannette Schwerin (um 1890)

Jeanette Schwerin (eigentlich Jeannette Schwerin, geborene Abarbanell; * 21. November 1852 in Berlin; † 14. Juli 1899 ebenda) war Frauenrechtlerin und eine Wegbereiterin der Sozialen Arbeit in Deutschland. Zeitgenossen beschrieben sie als „Vorkämpferin der Frauenrechte“.
Schwerin setzte sich zeitlebens für eine Professionalisierung der Armenpflege ein, da diese ihrer Ansicht nach nur so wirklich zur allgemeinen Wohlfahrt beitragen konnte. Sie wirkte in verschiedenen Vereinen, die sich diesem Ziel widmeten, mit und engagierte sich zudem in der Frauenbewegung. Nach dem frühen Tod Schwerins führte ihre Schülerin Alice Salomon ihr Werk fort.

## Leben und Wirken
Jeanette Abarbanell wurde in eine demokratisch gesinnte jüdische Familie hineingeboren. Die Eltern waren wohlhabend. Ihre Mutter Johanna Henriette, geb. Wolffenstein, war in der Berliner Wohlfahrts- und Armenpflege aktiv und führte Jeanette in die jüdische Vereinskultur Berlins ein. Ihr Vater Eduard, ein Mediziner, engagierte sich in der Arbeiterbildung. Jeanette war bereits in jungen Jahren Mitglied im Verein für häusliche Gesundheitspflege und im Komitee für Ferienkolonien. Diese „Bethätigung unter den Armen“ bezeichnete sie später jedoch als „höchst primitiv, ja gedankenlos“.
Jeanette Abarbanell war bereits im Grundschulalter Autodidaktin und wurde auf Anraten ihres Lehrers ab der ersten Klasse zu Hause unterrichtet. Als junge Erwachsene besuchte Abarbanell zudem Kurse in Geschichte, Nationalökonomie und Philosophie an der Berliner Universität.
Im Alter von 20 Jahren heiratete Abarbanell 1872 den aus Altlandsberg stammenden und in Berlin praktizierenden Arzt Ernst Alfred Schwerin (1846–1920). Der gemeinsame Sohn war oft schwer krank, sodass sich Jeanette Schwerin zunächst für mehrere Jahre aus dem öffentlichen Leben zurückzog. Nachdem ihr Sohn erwachsen geworden war, engagierte sich Schwerin wieder in der sozialen Hilfsarbeit und auch in der Frauenbewegung. Sie zählte neben den öffentlich bereits bekannten Frauenrechtlerinnen Helene Lange, Minna Cauer und
Lina Morgenstern 1888 zu den Gründerinnen des Vereins Frauenwohl. 1892 zählte sie zudem zusammen mit ihrem Mann zu den Gründungsmitgliedern der Deutschen Gesellschaft für ethische Kultur. Die Gesellschaft setzte sich für die Verbesserung der Lebensumstände der im Zuge der industriellen Revolution immer weiter verelendenden Unterschichten ein und stand dem Linksliberalismus bzw. dem gerade aufkommenden Reformsozialismus nahe. Schwerin wurde zur Vorsitzenden der Wohltätigkeits-Kommission gewählt, die sie bis zu ihrem Tod leitete. 1893 wurde zudem unter ihrer Leitung eine Auskunftsstelle der Deutschen Gesellschaft für ethische Kultur in Berlin gegründet, die Informationen zu den Berliner Wohlfahrtseinrichtungen sammelte und der Öffentlichkeit zur Verfügung stellte. Später sollte aus der Auskunftsstelle das Deutsche Zentralinstitut für soziale Fragen (DZI) werden, welches heute vor allem durch sein Spendensiegel bekannt ist.
Zusammen mit Minna Cauer und anderen ergriff Schwerin 1893 die Initiative zur Gründung der Mädchen- und Frauengruppen für soziale Hilfsarbeit. Nach vier Jahren wurde Schwerin zur Vorsitzenden der Gruppen berufen. In dieser Funktion sorgte sie dafür, dass junge Frauen, die sich für ehrenamtliche Hilfeleistungen meldeten, theoretisch und praktisch auf ihren Dienst vorbereitet wurden. So sollte Dilettantismus vermieden werden. Schwerin war der Ansicht, dass eine Armenhilfe, die auf eine solche Vorbereitung verzichtete, Gefahr laufe, zum bloßen Almosen zu verkommen. Ihr Ziel solle aber vielmehr sein, gemäß dem Prinzip der Hilfe zur Selbsthilfe Bedürftige in die Lage zu versetzen, sich selbst aus der Armut zu befreien. Sie setzte sich daher stets für eine Professionalisierung der Armenhilfe ein:

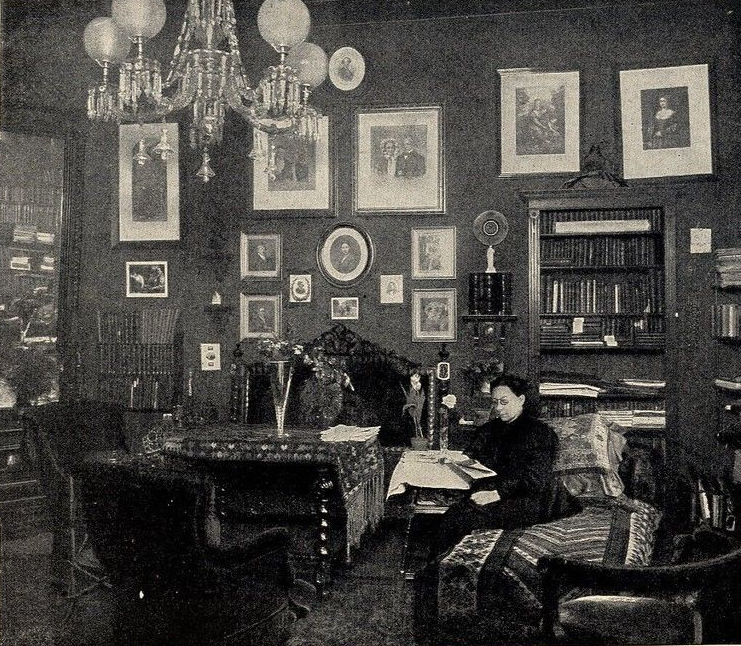
Jeannette Schwerin in ihrem Arbeitszimmer, 1899

„Helfen heißt zur rechten Zeit, am rechten Platz und mit den rechten Mitteln einzugreifen. Diese drei Momente recht zu erfassen, bedarf es praktischer Erfahrung, theoretischen Wissens und warmer Gesinnung.“

In diesem Zusammenhang warb Schwerin auch dafür, Frauen bei der professionellen Armenhilfe miteinzubeziehen. Sie führte an, dass dies inoffiziell und im Verborgenen ohnehin schon geschehe und Frauen im Allgemeinen mehr Verständnis für Bedürftige aufbringen würden als Männer.
Jeanette Schwerin forderte 1894 als Vorsitzende der „Kommission für weibliche Gewerbeinspektion“ des Bundes Deutscher Frauenvereine in einer Petition an den Deutschen Reichstag die Zulassung von Gewerbeinspektorinnen. Als Vorstandsmitglied (ab 1896) im Bund Deutscher Frauenvereine setzte sie sich für die Zusammenarbeit zwischen der bürgerlichen und der proletarischen Frauenbewegung ein. Zudem war sie an der Organisation des Berliner Frauenkongresses im Jahr 1896 beteiligt. Seit 1897 hielt sie als Dozentin an der Berliner Universität wissenschaftliche Vorträge über Armenpflege. Kurz vor ihrem Tode konnte sie noch das erste Heft des Centralblattes des Bundes Deutscher Frauenvereine herausgeben. Ferner erweiterte sie die „Berliner Kurse“ der Gruppen zu einem „Jahreskursus zur Ausbildung für soziale Berufsarbeit“. Ihre Nachfolgerin wurde Alice Salomon, die 1895 den Gruppen beitrat und bald zur rechten Hand von Schwerin heranwuchs. In ihren letzten Lebensjahren trat Schwerin aufgrund ihrer sich verschlechternden Gesundheit nur noch selten öffentlich auf. Häufig wurde sie bei Veranstaltungen von Salomon vertreten.
Jeanette Schwerin starb mit 47 Jahren an den Folgen einer Operation. In einem Nachruf beschrieb sie das Neue Wiener Journal als „eine der bekanntesten Führerinnen der Frauenbewegung“.

## Werke (Auswahl)
- Die Auskunftstelle der Deutschen Gesellschaft für ethische Kultur. In: Mitteilungen der Deutschen Gesellschaft für ethische Kultur. 1894, Heft 2, S. 77–81.
- Armut und Armenpflege. In: Die Frau. 1894, Heft 3, S. 86–90.
- Unsere Aufgabe im Streik. In: Die Frauenbewegung. 1896, Heft 2, S. 57.